# Jean François Chagot
Pour les articles homonymes, voir Chagot.

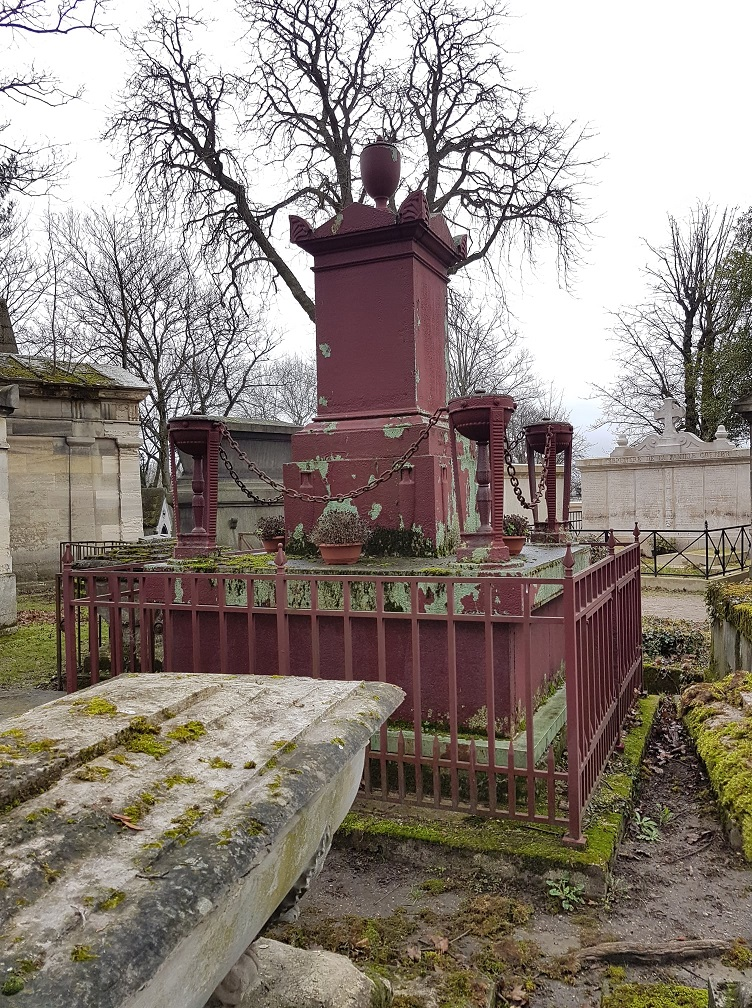
Vue de la sépulture au cimetière du Père-Lachaise.

Jean François Chagot, né le 20 mars 1752 à Paris et décédé 8 octobre 1824 à Paris, est le fondateur d'une dynastie d'industriels liée à l'exploitation de gisement de charbon, et d'entreprises consommatrices de cette matière première, dans le bassin de Blanzy-Montceau les Mines.

## Biographie
Jean François Chagot est le fils ainé de Claude Chagot, l’un des douze marchands de vin de Louis XVI, et de Marie Geneviève Bailly, dont un frère était également fournisseur de vin du Roi. Il devient un avocat reconnu en Parlement, ainsi que son frère cadet Marie Bernard,. Tous deux font tout pour briller dans les cercles de pouvoir. Jean François adjoint à son nom une particule, se faisant appeler « Chagot de la Coudraye ».
Vivant souvent au-dessus de ses moyens, Jean François Chagot tente de s’enrichir une première fois en empruntant pour spéculer sur l’indigoté cuivré (chalcopyrite) venant des îles françaises d’Amérique, qu’il acquiert en échange de la pacotille d’artisanat métropolitain, multipliant sa mise pour atteindre une fortune de quelque cent mille livres en 1786.  Très rapidement il devient un « agioteur » connu et se lie avec les entrepreneurs ayant de gros flux d’affaires. La même année, il se marie avec Henriette Hélène Larcher, fille unique de grands merciers. Dès l'année suivante, il quitte le métier d'avocat et se consacre à plein temps au grand négoce, grâce au capital de sa belle-famille. 
De 1788 à 1794, il sait se montrer discret et son entregent lui vaut d’être désigné juge au Tribunal de Commerce de Paris en 1797, pour y étudier la santé des entreprises. De ce poste d’observateur privilégié de la vie économique française naissante, il se prépare à reprendre de grosses industries. En parallèle il continue de mener la grande vie et acquiert le château de Villebouzin, un bien d’émigré mis sous séquestre et vendu comme bien national. Avec son frère Marie Bernard, proche des milieux du Consulat puis de l'Empire, il y organise des réceptions et y invite la nouvelle aristocratie.
Dès 1802 il prête de l’argent à la manufacture de cristaux de la Reine au Creusot, puis acquiert progressivement des actions de la fonderie du Creusot et des mines avoisinantes. 
Il est nommé maire du Creusot en 1815, et le reste jusqu'à sa mort.
En 1818 il est le seul repreneur et devient le maître et propriétaire de l’ensemble des sociétés du Creusot et des Houillères de Blanzy. Dès lors, à 62 ans il vient s’installer au Creusot avec toute sa famille. Son épouse est son bras droit de grand patron. Son fils ainé, Claude-Henri, âgé de 28 ans, surveille le commerce des cristaux et devient directeur général de la cristallerie. Ses autres enfants sont nommés au fur et à mesure à diverses fonctions tant techniques que managériales dans cette galaxie des entreprises Chagot. En 1823  il instaure le futur de tous ses proches et de ses entreprises en les faisant adhérer, devant notaire, à son « pacte » qu’il intitule « Société Chagot Frères et Cie ». Il décède 8 octobre 1824 à Paris.